# Żwirownie w Starej Olesznej
Żwirownie w Starej Olesznej este o arie protejată (sit de importanță comunitară — SCI) din Polonia întinsă pe o suprafață de 41,8 ha, integral pe uscat.

## Localizare
Centrul sitului Żwirownie w Starej Olesznej este situat la coordonatele 51°25′13″N 15°35′12″E / 51.4202°N 15.5866°E.

## Înființare
Situl Żwirownie w Starej Olesznej a fost declarat sit de importanță comunitară în septembrie 2006 pentru a proteja 1 specie de plante și 1 specie de animale.

## Biodiversitate
Situată în ecoregiunea continentală, aria protejată conține 1 habitat natural: Depresiuni pe substraturi de turbă de Rhynchosporion.
La baza desemnării sitului se află mai multe specii protejate:
- plante (1): Luronium natans
- nevertebrate (1): Osmoderma eremita